# Maxův javor u Kozího potoka
Maxův javor u Kozího potoka je rodový památný strom v osadě Stráň, místní části obce Potůčky v okrese Karlovy Vary v Karlovarském kraji. Roste vedle horské chalupy čp. 6 v údolí po pravém břehu Kozího potoka. Strom je zdaleka viditelný a s chalupou vytváří malebný celek. Strom se vzpamatoval ze škod, které utrpěl při požáru stavení v roce 1997. V anketě Strom roku 2005 byl vyhlášen čtvrtým nejsympatičtějším stromem České republiky. Kmen má měřený obvod 506 cm, bohatá koruna sahá do výšky 27 m (měření 2014).
Strom je chráněn od roku 2004 jako esteticky zajímavý strom, významný stářím a vzrůstem.
| „                                                              | Jsem pyšný na to, že nesu jméno po člověku, kterého jsem si moc vážil jak já, tak i lidé v celém kraji pro jeho srdečnost a ochotu vždy nezištně poradit a pomoci. Moc rád vzpomínám na radostné chvilky, které jsem prožíval, když se v domě, který jsem chránil svými silnými větvemi, ozýval křik právě narozeného človíčka. Rád jsem šuměním svých listů doprovázel družná setkání, která se pravidelně odehrávala pod mou rozvětvenou korunou mezi místními sousedy. A moc se mi líbilo, že se tu běžně ozývala čeština společně s němčinou, nikdo s tím neměl problém, protože lidé se tu vzájemně respektovali. Kryl jsem svým stínem drobné dětské lumpárny, poskytoval jsem útočiště mnoha generacím ptáčků a víte, co se mi líbilo nejvíc? No přece, když mě slepičky šimraly svými drápky na mých vrchních kořenech. Šuměním svých listů jsem poskytoval útěchu lidem, když nastaly nejsmutnější chvíle života a někdo blízký odešel navždy… Víte, ve stínu mé koruny se odehrálo mnoho pohnutých příběhů, já jen přihlížel, košatěl a stárnul. Přežil jsem Rakousko-Uhersko, přežil jsem obě světové války, přežil jsem totalitu, uvítal jsem svobodu, ale pak se stala ta hrozná věc: psychicky nemocný člověk založil požár v domě, který celý život chráním. Ten žár byl hrozný, část větví mi hořela, ptačí hnízda vzplála, strašně mě to bolelo. Dělal jsem, co jsem mohl, abych byl po požáru znovu tak silný jako dřív. Ale jsem starý… | “ |
| — (anonymus) převzato z webových stránek programu Strom života | |   |

## Stromy v okolí
- Javor na Hofberku
- Jilm v Perninku
- Vetešníkův jasan v Perninku